# Amber Road
Amber Road es una película estadounidense del género terror de 2022, dirigida y escrita por B. Luciano Barsuglia, que también se encargó de la fotografía, musicalizada por Robert Aquato y los protagonistas son Rachel Riley, Elissa Dowling, William McNamara y Tom Sizemore, entre otros. Este largometraje fue producido por Koa Aloha Media y se estrenó el 25 de diciembre de 2022.

## Sinopsis
Este largometraje trata acerca de un sheriff que, investigando la muerte de su esposo, encuentra un sitio en la web oscura donde asesinan gente por diversión.